# Col de la Mallebranche
 (novembre 2022).
Le col de la Mallebranche est un col routier situé en Haute-Savoie (France). Il est situé à une altitude de 702 mètres au nord-est de la montagne de la Mandallaz.